# 中山 (兵庫県)
中山（なかやま）は、兵庫県宝塚市にある標高478mの山である。付近に位置する愛宕山（あたごやま 335m）、長尾山（ながおやま 302m）と合わせて称される長尾連山、別名:中山連山の主峰である。連山最高峰の山である。

## 概要
一般的に、中山最高峰を目指すコースは、
- 阪急電鉄宝塚線中山観音駅付近にある中山観音から中山寺奥之院を経由して最高峰を目指すコース。
- 宝塚線山本駅から最高峰を目指すコース。

という二つのコースがあるが、中山駅-最高峰-山本駅（あるいは、その逆）というように両コースを通るのが一般的である。
また途中には
夫婦岩
夫婦岩園地
丁石
中山寺奥の院
最明寺滝
といった歴史的に価値の高い建物・自然景勝地などがある。
なお、阪急電鉄清荒神駅から清荒神清澄寺を経由し最高峰を目指すコースもある。

### 中山寺コース
中山寺から目指すコースでは、奥の院までに丁石が点在し、古いもので江戸時代の物まであり、歴史価値が高い。現存しているもので十八丁以上ある。また「夫婦岩」といった観光名所があり、登山道中にある夫婦岩園地（小休憩所・六角小屋）からは天気が良い日に伊丹空港まで見渡せる。
最高峰を目指すコースは、中山寺から奥之院を経て、更に延長した登山道を歩かなければならない。山頂はこぢんまりした広場であり、雑木林に囲まれており北側以外は展望は開けない。

### 山本コース
このコースは山本駅から最明寺滝の分岐を経て、最高峰を目指すコースである。途中では急な岩場がある。また、まぎらわしい小道もあり登山初心者は道に迷いやすいかも知れない。中山寺コースよりも距離が長いため初心者には少し不向きである。
山本駅から北条時頼が好んで訪れたという「最明寺滝」の分岐を通り、鉄塔下広場・小休憩所を経路し中山最高峰へと辿り着く。

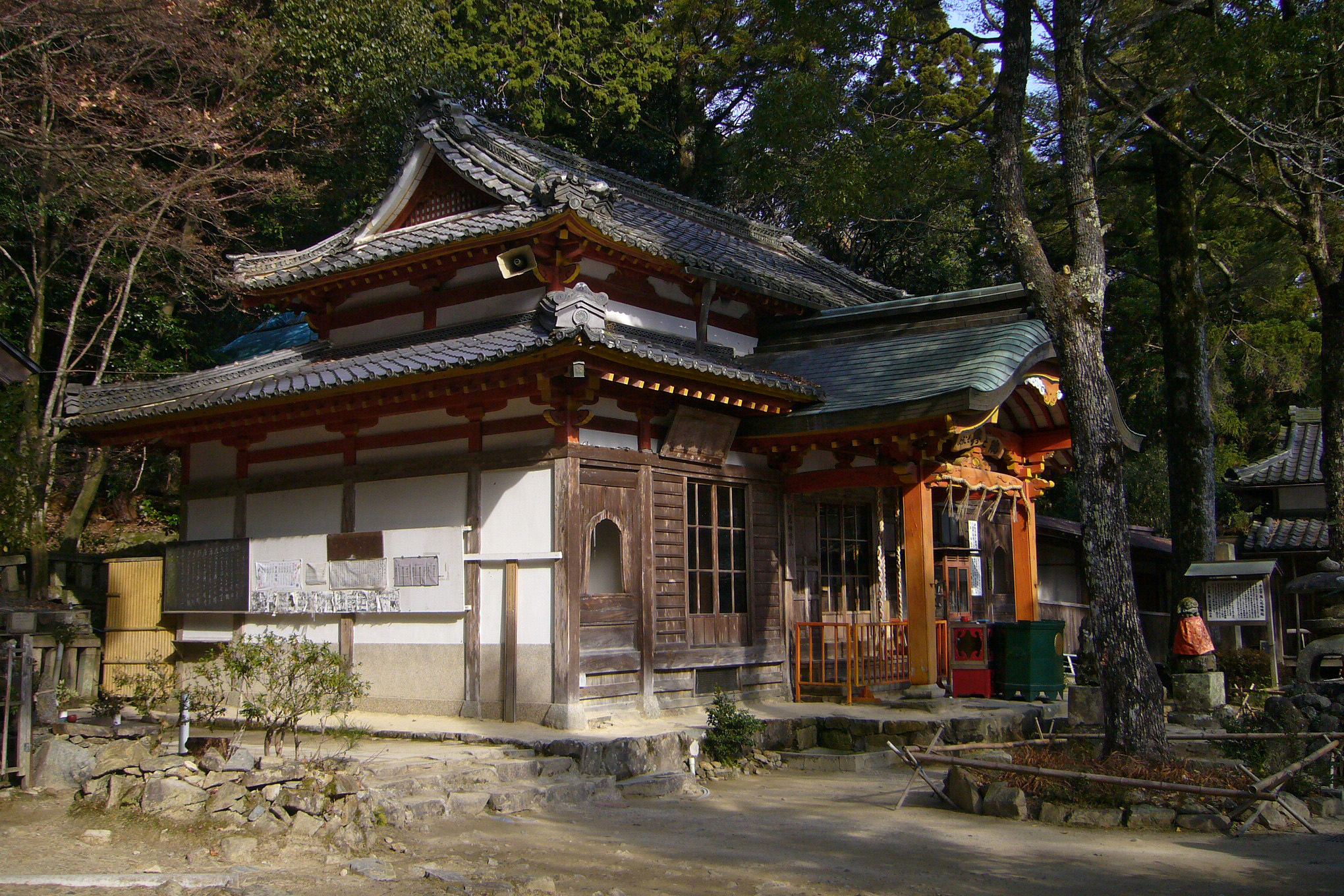
中山寺奥の院

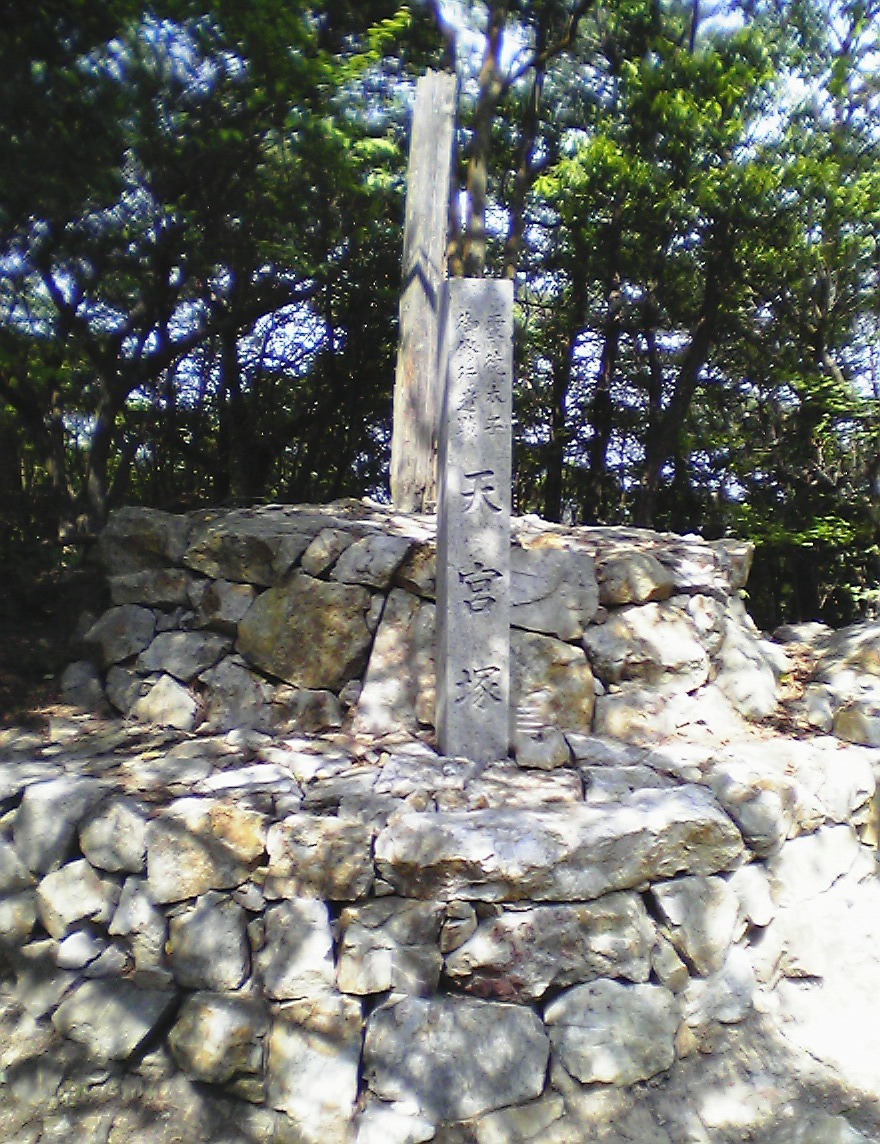
天宮塚

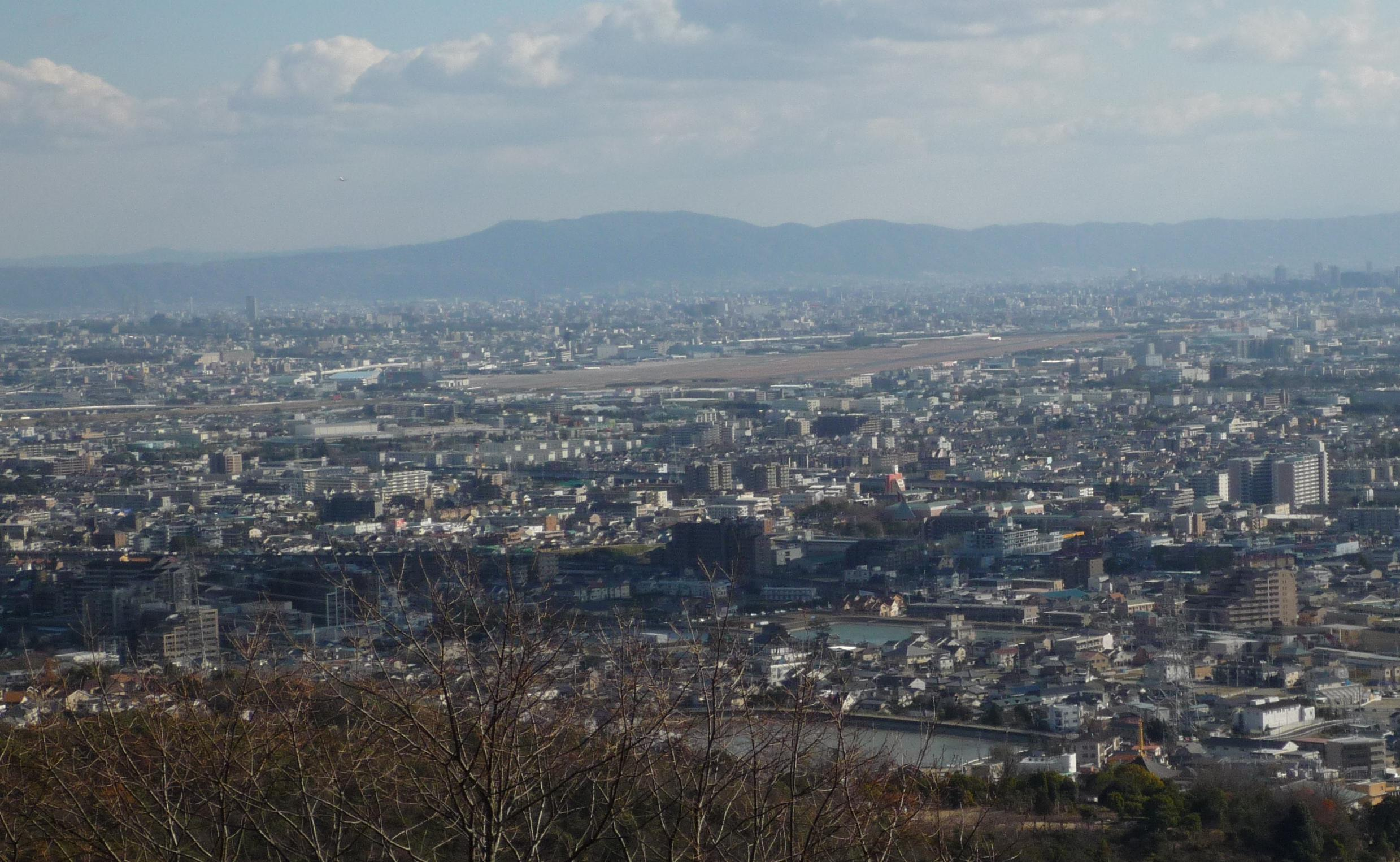
夫婦岩園地からの景色

### 中山最高峰
最高峰はこぢんまりとした広場となっており、三角点（標高:478m）が備えられている。そこからは能勢妙見山などが見渡せる。また最高峰から十万辻、大峰山、馳渡山（かけわたりやま）を経て武田尾温泉へと下っていくコースもある。

## 名称
中山の名称として、中山最高峰・あるいは三山の中央にある山であるから「中山」という名称がついたと言われている。